# مايك دير
مايك دير هو لاعب هوكي جليد كندي، ولد في 16 سبتمبر 1957 في برامبتون في كندا.

## وصلات خارجية
- مايك دير على موقع دوري الهوكي الوطني (الإنجليزية)
- مايك دير على موقع قاعة مشاهير الهوكي (لاعب أن.إتش.أل) (الإنجليزية)
- مايك دير على موقع EliteProspects.com (الإنجليزية)
- مايك دير على موقع HockeyDB.com (الإنجليزية)
- مايك دير على موقع Hockey-Reference.com (الإنجليزية)